# Gynoplistia (Gynoplistia) siebersi
Gynoplistia (Gynoplistia) siebersi is een tweevleugelige uit de familie steltmuggen (Limoniidae). De soort komt voor in het Australaziatisch gebied.